# Kolesterolesterlagringsdefekt
Kolesterolesterlagringsdefekt, lysosomal surt lipas-brist och Wolmans sjukdom, är en sällsynt form av ärftlig lysosomal fettlagringssjukdom, som beror på brist på surt lipas. Den leder till ansamling av neutrala lipider, i synnerhet kolesterolestrar, i cellerna (särskilt i leukocyter, fibroblaster och leverceller). Spädbarn, barn och vuxna som lider av LAL-brist upplever en rad allvarliga hälsoproblem. Brist på surt lipas kan leda till en uppbyggnad av fettmaterial i ett antal kroppsorgan inklusive levern, mjälten, tarmen, i väggarna av blodkärl och andra viktiga organ.
Mycket låga nivåer av surt lipas leder till LAL-brist. Ansamlingen av fett i tarmens väggar vid tidig sjukdom leder till allvarliga matsmältningsproblem inklusive malabsorption, ett tillstånd där tarmen inte absorberar näringsämnen och kalorier från maten. På grund av  matsmältningskomplikationerna växer  drabbade spädbarn vanligtvis långsammare och går inte upp i vikt i den förväntade takten för sin ålder. När sjukdomen fortskrider kan den orsaka livshotande leverdysfunktion eller leversvikt.
Fram till 2015 fanns ingen behandling, och väldigt få spädbarn med sjukdomen överlevde det första levnadsåret. 2015 godkändes en enzymersättningsterapi i USA och EU under namnet sebelipas alfa. Behandlingen godkändes i Japan 2016.

## Orsak
Kolesterolesterlagringsdefekt orsakas av en mutation i LIPA genen. Analys av enzymet surt lipas (surt esteras) används vid diagnostik av lysosomal surt lipas-brist. Analysen utförs primärt i lymfocyter, men kan också utföras i fibroblaster. Detta protein är ett enzym som spelar en viktig roll för att bryta ner lipider för användning eller lagring. När genen är defekt kan kroppen inte metabolisera vissa typer av fetter. Som ett resultat byggs en ansamling av neutrala lipider, triglycerider och i synnerhet kolesterolestrar i kroppen och deponeras i binjurarna, mjälten, levern, tarmen och lymfkörtlarna. Lysosomal surt lipas-brist orsakar symtom relaterade till effekterna av fettavlagringar i organ, och till det faktum att oförmåga att metabolisera fett orsakar allvarlig undernäring, de neutrala lipiderna lagras framförallt i lever och mag-tarm kanalen, vilket leder till hepatomegali och gastrointestinala problem. Symtom kan förekomma så tidigt som en vecka efter födseln.

## Behandling
Endast ett litet antal lipidlagringsstörningar kan behandlas. Sjukdomen anses vara en dödlig barnsjukdom, eftersom de flesta barn dör under sitt första levnadsår. För närvarande finns det inget botemedel och inga behandlingar som kan vända effekterna av genmutationen. Behandlingar sjukdomen fokuserar på att hantera symtom som anemi och undernäring.
En vanlig terapi är blodtransfusioner för behandling av anemi. Det finns inga behandlingar som kan förhindra uppbyggnad av lipider i organ; på grund av detta behöver vissa barn med sjukdomen så småningom kirurgi för att ta bort en förstorad mjälte. Om fettavsättning minskar binjurefunktionen kan mediciner ges för att ersätta de hormoner som körtlarna normalt skulle utsöndra.